# Johan Dedel

Wapen van Johan Dedel

Johan Willem Dedel (Den Haag, 11 februari 1636 – Den Haag, 19 juli 1715), telg uit het geslacht Dedel, was advocaat, schepen en burgemeester van Den Haag.

## Biografie

### Afkomst
Johan Dedel was de zoon van Mr. Willem Dedel (1599-1650), advocaat en griffier bij de Hoge Raad van Holland, Zeeland en West-Friesland en van Elisabeth Quartelaar (1600-1669).

### Loopbaan
Dedel studeerde rechten. Hij werd diverse malen aangesteld als schepen (wethouder), afgewisseld met meerdere termijnen als burgemeester van Den Haag. Als oud-burgemeester werd hij in maart 1689 door de burgemeesters van Amsterdam, tot groot ongenoegen van stadhouder-koning Willem III, aanbevolen voor de benoeming als nieuwe baljuw van Den Haag, ter vervanging van de overleden Mr. Adriaen Rosa. De functie zou echter worden gegund aan Pieter Dierquens.

### Huwelijk en nageslacht
Op 26 September 1688 trouwde Johan Dedel in de Grote of Sint-Jacobskerk te Den Haag met Anna Maria Hudde (1649-1718), dochter van Mr. Hendrik Hudde (1619-1677), advocaat in Den Haag en van Anna Roch (1624-1717). Anna Maria Hudde was een nicht (en later erfgename) van de wiskundige Johannes Hudde, die burgemeester van Amsterdam was.
Nageslacht:
- Mr. Willem Gerrit Dedel (1675-1715), postmeester van de posterijen op Duitsland en Italië te Den Haag, schepen en secretaris van Amsterdam, bewindhebber van de West-Indische Compagnie, huwt Susanna Sophia van de Blocquery (1675-1733). Zij zijn later de ouders van de Haagse burgemeester Jan Hudde Dedel.